# Juval Neʾeman

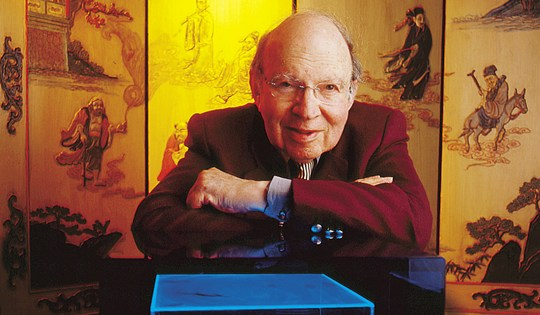
Juval Neʾeman

Juval Neʾeman (hebräisch יוּבָל נֶאֱמַן; geboren am 14. Mai 1925 in Tel Aviv; gestorben am 26. April 2006 ebenda) war ein israelischer Physiker und Politiker.

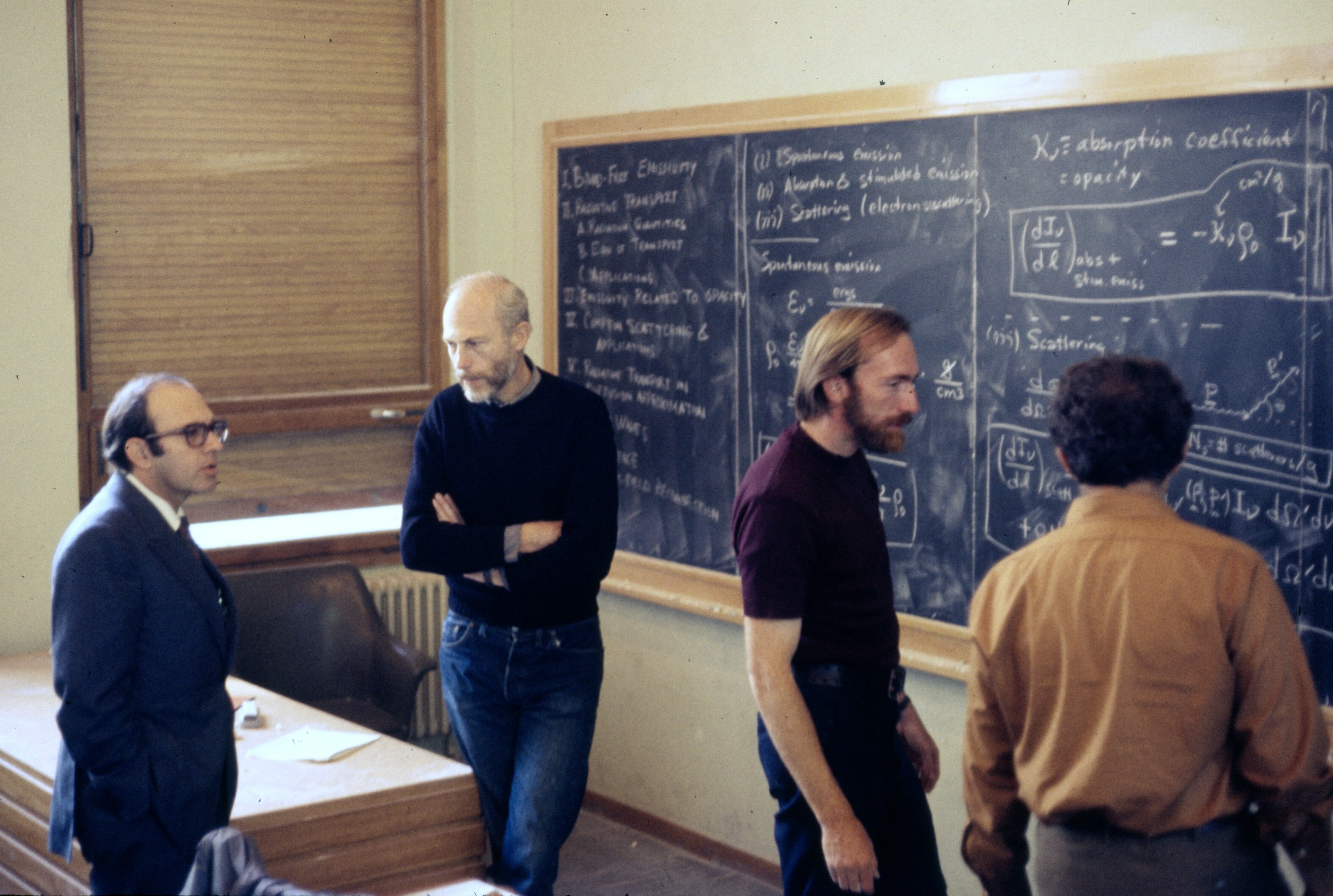
Diskussion an der École de Physique des Houches, 1972. Von links: Juval Neʾeman, Bryce DeWitt, Kip Thorne.

## Jugend
Yuval Ne'eman wurde 1925 in Tel Aviv geboren; seine Eltern betrieben eine Fabrik für Wasserpumpen. Nach einigen Jahren in Port Said in Ägypten kehrte die Familie nach Tel Aviv zurück. Dort schloss Neʾeman im Alter von 15 Jahren das Hebräische Herzlia-Gymnasium ab. Er studierte Maschinenbau (mechanical engineering) am Technion in Haifa (Abschluss mit 20 Jahren) und schloss er sich zeitgleich mit Beginn des Studiums der Hagana an.

## Militärische und politische Karriere
Juval Neʾeman trat im Alter von 15 Jahren der Hagana bei, kämpfte gegen die britische Besatzung und diente im Krieg um Israels Unabhängigkeit 1948 als Bataillonskommandeur, „Operations Officer“ für Tel Aviv und Kommandeur der Givʿati-Brigade. Von 1952 bis 1954 war er „Deputy Commander“ im Generalstab und als Hauptmann Leiter der Planungsabteilung der israelischen Armee. Er organisierte das Mobilisierungs- und Reservistensystem der israelischen Armee und schrieb den ersten Entwurf ihrer Verteidigungsdoktrin. Von 1955 als stellvertretender Direktor, ab 1956 bis 1957 als Direktor des Armeegeheimdienstes Aman tätig, war er u. a. an den Verhandlungen mit Briten und Franzosen in der Suez-Krise beteiligt. Anschließend war er von 1958 bis 1960 Attaché des Verteidigungsministeriums in London, bevor er in die Reserve entlassen wurde. Zuletzt hatte er den Rang eines Obersts.
Ne'eman war Mitglied der israelischen Atomenergie-Kommission und von 1961 bis 1963 wissenschaftlicher Leiter des Soreq Nuclear Research Centers. Er war maßgeblich an der Entwicklung der israelischen Atomwaffen beteiligt.
Von 1982 bis 1992 war er Abgeordneter in der Knesset für die Rechtsaußenpartei Techija-Partei, die von ihm 1979 als Splittergruppe des Likud in Protest gegen Menachem Begins Camp-David-Verhandlungen mit Ägypten gegründet worden war. 1981 gewann die Partei drei Sitze in der Knesset. Während der Beteiligung seiner Partei im Likud-Block von Menachem Begin war er von 1982 bis 1983 Wissenschaftsminister, diese Position hatte er auch von 1990 bis 1992 inne. Von 1988 bis 1992 war er außerdem Minister für Energie und Infrastruktur. Nachdem seine Partei zweimal von Koalitionen in den 1980er Jahren ausgeschlossen war, gab er seinen Sitz in der Knesset 1990 auf. Nach seiner Zeit als Minister gab er 1992 seine politische Karriere endgültig auf.
Von 1983 bis 2005 war er Gründungsvorsitzender der Israel Space Agency.

## Karriere als Physiker
Er studierte Ende der 1950er Jahre weiter in Paris (an der Militärakademie) und in London am Imperial College, wo er einen Abschluss in Physik machte. Während seiner Zeit als Attaché in London promovierte er dort 1960/1961 bei Abdus Salam mit einer Arbeit, in der er 1962 unabhängig von Murray Gell-Mann eine Klassifikation der Hadronen durch eine SU(3)-Symmetrie vorschlug. Dies war ein Vorläufer des heutigen Quark-Modells. 1963 ging er als Postdoc zu Gell-Mann ans Caltech, mit dem ihn eine lebenslange Freundschaft verband. In diese Zeit fällt auch seine Arbeit mit Haim Goldberg, die wichtige Elemente des später von Gell-Mann und Zweig publizierten Quark-Modells der Hadronen vorwegnahm.
1965 kehrte er nach Israel zurück und war dort Gründungsdirektor (bis 1972) der Physik-Abteilung der Universität Tel Aviv (TAU). Von 1971 bis 1975 war er Präsident der TAU und von 1979 bis 1997 Direktor des dortigen „Sackler Institutes for Advanced Study“. Das Zentrum für Teilchentheorie an der University of Texas at Austin leitete er von 1968 bis 1990 als Direktor.
Ne'eman blieb sein ganzes Leben wissenschaftlich aktiv. Neben der Teilchenphysik befasste er sich auch mit Fragen der Allgemeine Relativitätstheorie, der Supergravitation, der Kosmologie und Stringtheorie. Seit 1977 beschäftigte er sich auch mit Evolutionstheorie, ihrer Verallgemeinerung und Anwendung außerhalb der Biologie.
1966 wude Ne'eman in die Israelische Akademie der Wissenschaften aufgenommen. 1969 erhielt Neʾeman den Israel-Preis und den Albert Einstein Award sowie 2003 den EMET-Preis. 1970 wurde er in die American Academy of Arts and Sciences gewählt, 1971 wurde er Fellow der American Physical Society, 1972 der National Academy of Sciences. Zudem erhielt er Ehrendoktorwürden verschiedener Universitäten aus Israel, den USA, Russland und Deutschland; darunter u. a. die Technische Universität Clausthal. Seit 2007 werden an der Universität Tel Aviv zu seinem Gedenken die jährlichen Ne'eman Lectures veranstaltet.
Er war verheiratet und hatte zwei Kinder. Er starb 2006 an einem Schlaganfall.

## Schriften (Auswahl)
- Derivation of strong interactions from a gauge invariance. In: Nuclear Physics. Band 26, 1961, S. 222, doi:10.1016/0029-5582(61)90134-1 (zum Quark-Modell).
- mit H. Goldberg: Baryon charge and R-inversion in the octet model. In: Nuovo Cim. Band 27, 1963, S. 1–5, doi:10.1007/BF02812598.
- mit L. Corwin und Shlomo Sternberg: Graded Lie algebras in mathematics and physics, In: Review of Modern Physics, Bd. 47, 1975, S. 573–603.
- Quantum gravity and supergravity. In: Harry Woolf (Hrsg.): Some Strangeness in proportion. A centennial symposium to celebrate the achievements of Albert Einstein. Addison-Wesley 1980.* mit Yoram Kirsh: The particle hunters. Cambridge University Press, 1983 (2., akyualisierte Auflage 1996).
  - Die Teilchenjäger. Springer, Berlin 1995.
- Israel Academy of Sciences and Humanities (Hrsg.): From the quarks to the cosmos. 70 years of physics in Israel (= Fifty Years of Scholarship in the State of Israel – Achievements and Challenges). 2001 (hebräisch).
- Matter particled: patterns, structure and dynamics. Selected research papers of Yuval Neʾeman. Imperial College Press 2006. ISBN 978-9812567031